# Corneille Nangaa
Corneille Nangaa Yobeluo, né le 9 juillet 1970 à Bogboya en territoire de  Wamba, dans la province du Haut-Uele en République démocratique du Congo est un homme politique et un rebelle congolais. Président de la Commission électorale nationale indépendante de 2015 à 2021, il est depuis 2023, le leader de la coalition politico-militaire nommée Alliance fleuve Congo (AFC), dont fait partie le Mouvement du 23 mars (M23) et une dizaine d'autres groupes armés, une plateforme qui a lancé une nouvelle insurrection en novembre 2021 dans l'est de la RDC.
En 2018, en tant que président de la CENI, Corneille Nangaa a orchestré le vote très critiqué qui a donné le pouvoir au président Félix Tshisekedi  En 2023, il révèle l'existence d'un accord secret entre le président sortant Joseph Kabila et Félix Tshisekedi ayant permis l'arrivée au pouvoir de ce dernier. Frustré de ne pas avoir été récompensé pour son rôle dans la manipulation des résultats électoraux de 2018, Corneille Nangaa fonde son propre parti politique, l'Action pour la dignité du Congo et de son peuple (ADCP), et se déclare candidat à l'élection présidentielle de décembre 2023. Cependant, quelques mois après, il quitte la RDC et fonde l'Alliance fleuve Congo (AFC), une plateforme politico-militaire incluant des groupes armés comme le M23.
En août 2024, Corneille Nangaa est condamné à mort par contumace par un tribunal militaire congolais pour sa participation à la rébellion du M23.
Son frère, Christophe Baseane Nangaa, est un homme politique, gouverneur de la province du Haut-Uele de 2019 à 2024.

## Parcours

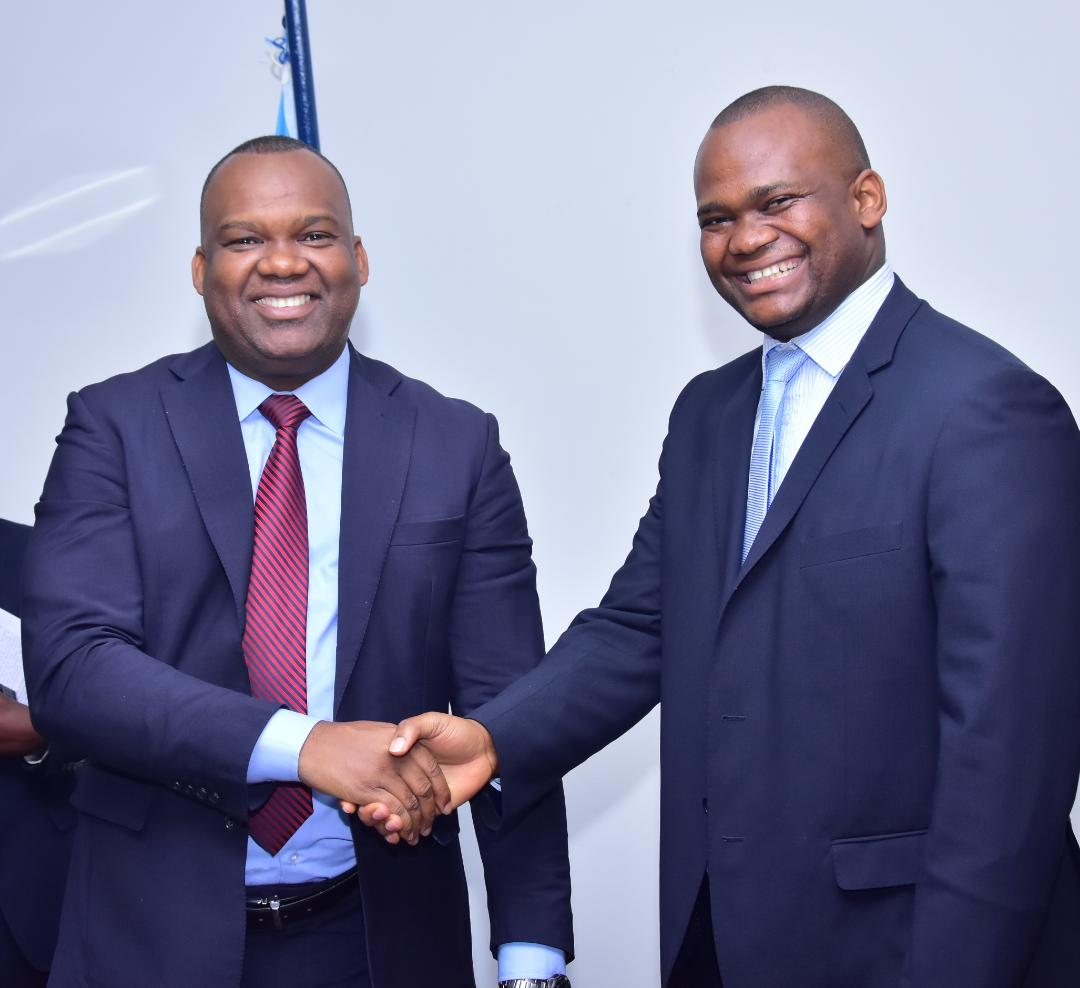

Corneille Nangaa est détenteur d'un diplôme de licence en sciences économiques à l'université de Kinshasa. Bilingue (français et anglais), il parle aussi parfaitement le lingala et le swahili. Corneille Nangaa est un protestant laïc de l'Église du Christ au Congo.

### Sur le plan international
En 2007, Corneille Nangaa a conduit l'installation du réseau du savoir électoral en Afrique centrale au sein des organes de gestions des élections de neuf pays de la région d'Afrique centrale.
Il travaille également dans l'assistance technique électorale en tant que fonctionnaire international et consultant auprès de l'International Foundation for Electoral Systems (en)(IFES), de l'Institut international pour la démocratie et l'assistance électorale (IDEA) et du Programme des Nations unies pour le développement dans une dizaine de pays africains.

### Sur le plan national
En 2005, Corneille Nangaa commence sa carrière dans le domaine des élections en tant que superviseur technique national de la Commission électorale indépendante (CENI).
En 2013, avant d'être nommé secrétaire exécutif national adjoint de la CENI, il est directeur de programme à l’École de formation électorale en Afrique centrale (EFEAC).
Le 21 octobre 2015, il est désigné par consensus par les confessions religieuses comme président de la Commission électorale nationale indépendante pour remplacer l'abbé Apollinaire Malu Malu,.
Le 20 novembre 2015, Corneille Nangaa prend ses fonctions de président de la Commission électorale nationale indépendante à Kinshasa, poste qu'il occupe jusqu'en octobre 2021.
L'élection présidentielle de décembre 2018 en république démocratique du Congo est hautement controversée, Félix Tshisekedi et Martin Fayulu revendiquant tous deux la victoire. En tant que président de la Commission électorale nationale indépendante, Corneille Nangaa est considéré comme principal responsable.
En mars 2019, les autorités américaines accusent des responsables de la CENI, le vice-président de la CENI Norbert Basengezi, son fils Marcellin Mukolo Basengezi, et Corneille Nangaa, de détournement de fonds à la suite du processus électoral de 2018.
Ils sont sanctionnés par le département du Trésor des États-Unis pour corruption (en particulier dans l'achat des machines de vote dont les prix sont surévalués de 100 millions de dollars et dans l'achat de juges de la Cour suprême) et obstruction à la bonne tenue du scrutin (spécifiquement les imputations de retard volontaire pris dans l'organisation du scrutin pour remplacer Kabila). Le département du Trésor considère que ces sommes détournées ont servi à financer la campagne d'Emmanuel Ramazani Shadary, le candidat soutenu par Kabila (lequel ne peut constitutionnellement se représenter).
Corneille Nangaa, sanctionné financièrement pour ces accusations, a toujours nié toute allégations portées contre lui et a demandé une réévaluation de ces sanctions.
En novembre 2019, avec l'appui de son avocat américain, il dépose une plainte devant la Cour de district pour le district de Columbia pour contester la validité de ces sanctions et faire valoir ses droits, tout en continuant de clamer son innocence présumée jusqu'à ce qu'une éventuelle culpabilité soit prouvée devant un tribunal compétent.
Le mandat de Corneille Nangaa à la présidence de la CENI expire en juin 2019 mais en l'absence de nomination d'un successeur, il reste en fonction.
Au terme d'un processus controversé, Denis Kadima est élu président de la CENI en remplacement de Nangaa en octobre 2021,.
En novembre 2021, Nangaa effectue une déclaration officielle de patrimoine dans laquelle il liste plusieurs sociétés dont une plantation de cacao, une palmeraie et un terrain minier.
En février 2023, Corneille Nangaa annonce sa candidature à l'élection présidentielle de décembre 2023, et fonde le parti politique nommé Action pour la dignité du Congo et de son peuple (ADCP) officiellement présenté le 25 février 2023 à Kinshasa.
En septembre 2023, Corneille Nangaa accuse Félix Tshisekedi d'avoir « menti » en niant l'existence d'un accord électoral qu'il aurait signé avec Joseph Kabila lors de l'élection présidentielle de 2018. Nangaa affirme être un des co-rédacteurs de cet accord signé avant la publication des résultats et visant à une passation pacifique du pouvoir.
Nangaa n'est finalement pas candidat à l'élection présidentielle de 2023. Mais le 15 décembre 2023, quelques jours avant l'élection, il annonce, depuis le Kenya, la création d'une coalition politico-militaire nommée Alliance fleuve Congo (AFC). Le but revendiqué de cette coalition est de « refonder l'État » congolais, la prise de pouvoir par la lutte armée n'étant pas exclue. Parmi les membres de cette coalition se trouvent le groupe armé Mouvement du 23 mars (M23) qui lutte, avec le soutien du Rwanda contre les Forces armées de la république démocratique du Congo (FARDC) dans le Nord-Kivu et la milice banyamulenge Twirwaneho qui est active au Sud-Kivu. L'annonce de la fondation de cette coalition engendre une crise diplomatique entre le gouvernement de la RDC et celui du Kenya ; les États-Unis critiquent aussi cette annonce, faisant part de leur « profonde préoccupation »,,.
En août 2024, Nangaa et 25 autres personnes dont : Délion Kimbulungu (son ancien collègue de la CENI), Bertrand Bisimwa, Sultani Makenga, Willy Ngoma et Lawrence Kanyuka. Ils sont tous jugées par un tribunal militaire à Kinshasa pour leur participation à l'AFC/M23 et pour « crime de guerre ». Ils sont tous condamnés à la peine de mort. Toutefois, 21 des 26 accusés, dont Nangaa, sont en fuite,.
En mai 2025, le gouvernement congolais saisit la justice pour obtenir la dissolution de l'ADCP.